# Психоісторія (фантастика)

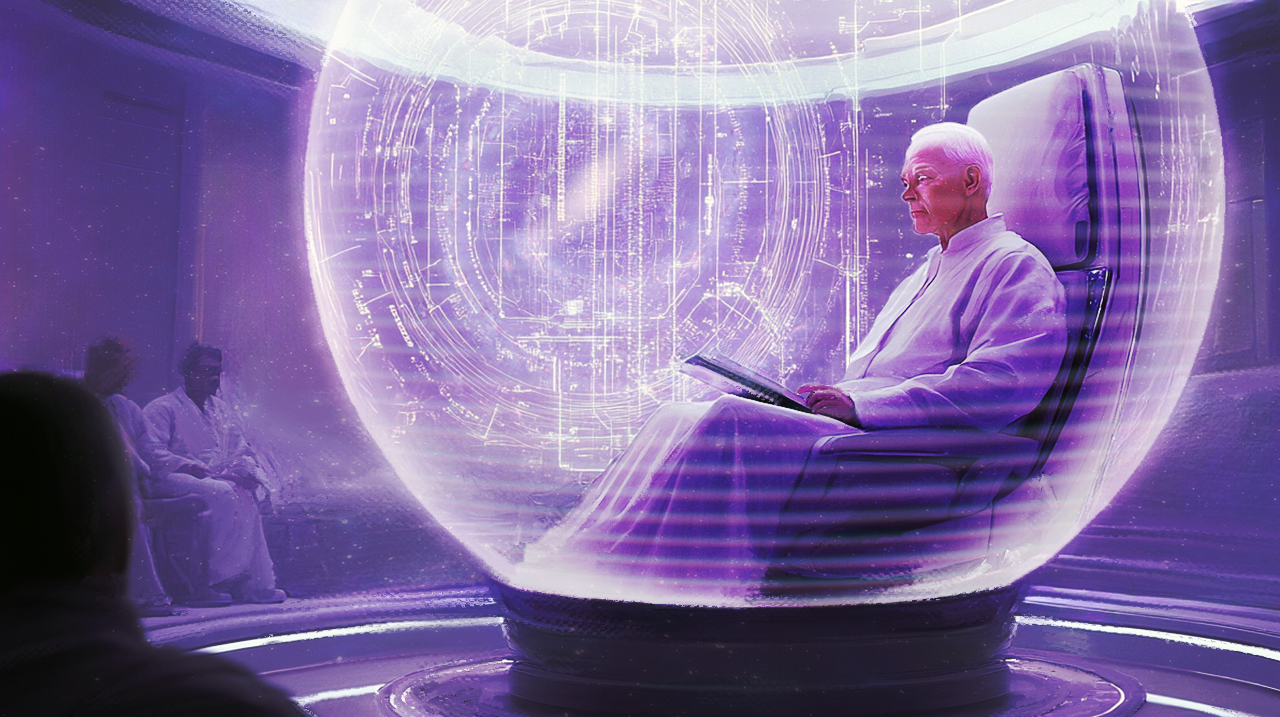
Гарі Селдон повідомляє свій план Фундації

Психоісторія — вигадана Айзеком Азімовим наука, яка поєднує історію, соціологію та математичну статистику та, спираючись на математичний апарат, дає можливість передбачення майбутніх подій стосовно дуже великих груп людей. Вперше психоісторія була представлена у чотирьох оповіданнях (1942–1944), які пізніше будуть зібрані як роман 1951 року «Фундація».
Творець психоісторії Гарі Селдон із циклу Фундація на основі психоісторії передбачив розпад Галактичної імперії і розробив план скорочення періоду міжцарства з 30 тисяч років до 1000 років. Цей план відомий як план Селдона. Він передбачає утворення Заснування (Фонду, Фундації, Основи, залежно від перекладу) — ядра нової імперії на далекій планеті Термінус, куди під приводом створення Галактичної енциклопедії Селдон зібрав учених із усієї Галактики.

## У всесвіті Азімова

### Аксіоми
Психоісторія базується на ідеї про те, що, незважаючи на те, що неможливо передбачити дії окремої людини, закони  статистики, які застосовуються до великих груп людей, можуть передбачити загальний потік майбутніх подій. Азімов використав аналогію з газом: спостерігачу важко передбачити рух окремої молекули в газі, але за допомогою кінетичної теорії можна передбачити дію маси газу з високою точністю. Азімов застосував цю концепцію до населення своєї вигаданої Галактичної імперії, яке налічувало один квінтильйон (1018 або 10006). Персонаж, відповідальний за створення науки, Гарі Селдон, встановив дві аксіоми:
- населення, чию поведінку було змодельовано, повинно бути достатньо великим, щоб представляти все суспільство;
- населення повинно залишатися в невіданні щодо результатів застосування психоісторичного аналізу, тому що, якщо воно усвідомлює, група змінює свою поведінку.

Еблінг Міс додав такі аксіоми:
- не відбулося б кардинальних змін у суспільстві;
- реакції людини на подразники залишалися б постійними.

Голан Тревіз у «Фундація та Земля» додав цю аксіому:
- люди — єдиний розумний розум у галактиці.

### Перший радіант
Азімов представляє пристрій Перший радіант (англ. Prime Radiant), розроблений Гарі Селдоном і створений Юго Амарілом, як пристрій, що зберігає психоісторичні рівняння, що показують майбутній розвиток людства.
Перший радіант якимось незрозумілим чином проектує рівняння на стіни, але не відкидає тіні, що дозволяє працівникам легко взаємодіяти. Будучи інструментом Другої фундації, управління діє силою розуму, дозволяючи користувачеві наближати деталі рівнянь і змінювати їх. Можна робити анотації, але за умовами всі поправки залишаються анонімними.
Студенти Другої фундації мають представити поправку до плану, математику яких ретельно перевіряють. Після цього студенти мають захищати свої пропозиції від узгоджених і безжальних нападок. Через два роки зміна переглядається знову. Якщо після другої перевірки вона все ж проходить перевірку, тоді такий внесок стає частиною плану Селдона.
Окрім того, що Перший радіант є інтерактивним, він використовує тип кольорового кодування рівнянь у собі для легкого розуміння психоісториками.

### Розвиток психоісторії
За рік до публікації свого першого оповідання про психоісторію в 1942 році Азімов у листі до редактора журналу Astounding Science-Fiction натякнув на те, що математична психологія та наука про психологію зрештою стали такими ж передбачуваними, як і органічна хімія. У своїй подальшій кар'єрі Азімов описав деякі історичні (доселдонівські) витоки психоісторії. У «Роботах світанку» (1983), дія якого відбувається за тисячі років до «Фундації» (1951), він описує спроби робототехніка Хана Фастольфа створити науку, засновану на ретельному спостереженні за іншими, зокрема за його дочкою Василією. «Прелюдія до Фундації»  (1988) припускає, що один із роботів Фастольфа, Р. Деніл Оліва, спонукав Селдона до практичного застосування цієї науки.

### Обмеження
План Селдона зосереджується на діях цілого населення і не розрахований на визнання впливу окремої людини. Його нездатність передбачити Мула частково пояснюється цим обмеженням, а також тим, що Мул є мутантом і відхиленням. Той факт, що Селдон заснував Другу Фундацію адептів ментальних наук для нагляду за його Планом, може свідчити про те, що навіть сам Селдон мав сумніви щодо остаточної спроможності суто математичного підходу до передбачення історичних процесів, і що він визнав, що розвиток психічних навичок, такі, як ті, які використовував Мул, мав здатність скасувати припущення, що лежали в основі його моделей, хоча він не передбачив (і не міг) передбачити появу самого Мула. Тому методологія Селдона може працювати лише на певному рівні розвитку видів і з часом стане менш корисною.
Психоісторія має одне основне обмеження, яке Азімов вперше постулював на останній сторінці останньої книги серії «Фундація»: психоісторія функціонує лише в галактиці, населеній лише людьми. У серії «Фонд Азімова» люди утворюють єдину розумну расу, яка розвинулась у всій Галактиці Чумацький Шлях. Селдон розробив психоісторію для передбачення дій великих груп людей. Навіть роботи технічно підпадають під егіду психоісторії, оскільки люди створили їх, і, отже, вони представляють більш-менш людську «дію» або, принаймні, володіють системою мислення, достатньо схожою на структуру їхніх людей-творців, щоб психоісторія могла передбачити їх дії. Однак психоісторія не може передбачити дії розумної інопланетної раси; їхня психологія може настільки відрізнятися від людської, що нормальна психоісторія не може зрозуміти чи передбачити їхні дії.
Кінець серії пропонував дві можливості:
1. Розумні раси насправді розвиваються дуже рідко, тому в Галактиці Чумацький Шлях еволюціонували лише люди, а в більшості інших галактик видається ймовірним (враховуючи це припущення), що розвинеться лише одна розумна раса. Однак за статистикою дві або більше інопланетних рас можуть еволюціонувати в одній галактиці, призводячи їх до неминучого конфлікту. Боротьба в цій іншій галактиці припиниться лише тоді, коли одна раса вийде переможцем, і після тривалого конфлікту з іншими расами розвинеться агресивне та експансіоністське мислення. Навпаки, люди ніколи не стикалися з іншими живими видами в Галактиці Чумацький Шлях, тому вони ніколи не відчували особливого бажання розширюватися в інші галактики, натомість боролися з іншими людьми за контроль над Чумацьким Шляхом. Згодом така агресивна інопланетна раса пошириться від галактики до галактики та спробує вторгнутися в галактику Чумацький Шлях.
2. за допомогою генної інженерії підгрупи людства могли настільки суттєво змінитися порівняно з вихідними людьми, що їх можна було б вважати «інопланетянами». Як конкретний приклад цієї теорії ми знаходимо соляріанців Азімова: люди еволюціонували зі старого космічного світу, який генетично модифікував себе в гермафродити з телекінетичними розумовими здібностями.

### План Селдона
Селдон використовував психоісторію, щоб передбачити, що Галактична Імперія впаде: це був процес, що тривав кілька поколінь, і він уже почався, і він зайшов надто далеко, щоб зупинитися. Це призведе до наступних 30 000 років варварства, перш ніж різні дрібні королівства галактики зрештою знову об’єднаються в Другу імперію. Однак можна було використати психоісторію, щоб вплинути на майбутні події таким чином, щоб це «Велике Міжцарювання» було скорочено з 30 000 років до лише 1000. Щоб реалізувати свій план, Селдон створює Основи – дві групи вчених та інженерів, які поселяються на протилежних кінцях галактики – щоб зберегти дух науки та цивілізації та таким чином стати наріжним каменем нової галактичної імперії. Перша фундація була розташована на Термінусі, ізольованій планеті на краю галактики, і мала завдання зберігати та розвивати наукові знання. Оскільки зовнішні провінції Галактичної Імперії політично дробилися та технологічно занепадали, Перша Фундація зберігає цю перевагу над ними. Таємно Друга Фундація була зосереджена на самій психоісторії, оновлюючи передбачення Селдона в міру зміни поколінь і непомітно впливаючи на події, щоб гарантувати успіх Плану.
План Селдона для Першої Фундації зосереджувався на десяти великих кризах, з якими вона зіткнеться протягом наступної тисячі років. Гарі Селдон зробив серію голографічних записів про кожну кризу, щоб по черзі повідомляти Фонду в передбачений час кожної з них.
Через 1000 років після створення Фонду, переживши 10 криз Селдона, план Селдона передбачав, що він контролюватиме та об’єднає всю галактику, утворюючи Другу Галактичну Імперію. В «Межа Фундації» описано, що Друга Фундація, яка підтримувала оригінальний план Селдона з переглядами та коригуючими діями, була необхідна; конкретною метою цієї Другої Імперії було зробити її «Федеративною Імперією» – з більшою владою, розділеною з провінціями, щоб центральний уряд не стане корумпованим і не занепаде, як колись Трантор.

## Азімов про психоісторію
25 вересня 1987 року Азімов дав інтерв'ю Террі Ґроссу в програмі Національного громадського радіо «Свіже повітря». У ньому Гросс запитала його про психоісторію:
Гросс: «Що ви мали на увазі, коли вводили термін і концепцію?»
Азімов: «Ну, я хотів написати коротке оповідання про падіння Галактичної імперії. Я щойно вдруге прочитав «Занепад і падіння Римської імперії» і подумав, що міг би адаптувати його І мій редактор Джон Кемпбелл був дуже захоплений цією ідеєю, і він сказав, що не хоче, щоб вона була витрачена на коротку історію Можливо, це триває вічно. Щоб зберегти історію, я, по суті, писав історію майбутнього, і мені довелося зробити її досить відмінною від сучасної історії... І тому я припустив, що настане час, коли з’явиться наука, в якій речі можна буде передбачити на імовірнісній або статистичній основі».
Гросс: «Як ви думаєте, було б добре, якби справді існувала така наука?»
Азімов: «Ну, я не можу не думати, що це було б добре, за винятком того, що в моїх історіях я завжди маю протилежні погляди. Іншими словами, люди сперечаються про всі можливі... усі можливі... способи розгляду психоісторії і вирішувати, добре це чи погано. Я думаю, що якщо ми зможемо якось подолати деякі проблеми, з якими ми стикаємося, це чудове майбутнє і що, якби ми могли керуватися принципами психоісторії, ми могли б уникнути багатьох неприємностей, але, з іншого боку, це могло б створити неприємності.

## Поза фантастикою
На 67-й Всесвітній конвенції наукової фантастики в Монреалі Пол Кругман, лауреат Нобелівської премії з економіки, згадав Гарі Селдона, центрального персонажа Фонду, який був психоісториком, як свого натхнення для вивчення економіки, оскільки це ближче до психоісторії.
У випуску Science від 3 лютого 2017 року є спеціальний розділ «Прогнозування та його межі». У цьому розділі містяться статті про багато математичних методів передбачення людської поведінки та їх чітке порівняння з психоісторією Азімова.